# Xenopus poweri
Xenopus poweri é uma espécie de anfíbio da família Pipidae. Como outras rãs desta família, não possui língua.

## Distribuição Geográfica
Habita a África Central e Austral. Pode ser encontrada em Angola, Botswana, Camarões, República do Congo, República Democrática do Congo, República Centro-Africana, Namíbia, partes da Nigéria, Zâmbia e Zimbabué.

## Habitats
Os seus habitats naturais são: florestas subtropicais ou tropicais húmidas de baixa altitude, savanas áridas, savanas húmidas, matagal árido tropical ou subtropical, matagal húmido tropical ou subtropical, campos de gramíneas subtropicais ou tropicais secos de baixa altitude, campos de gramíneas de baixa altitude subtropicais ou tropicais sazonalmente húmidos ou inundados, campos de altitude subtropicais ou tropicais, rios, rios intermitentes, pântanos, lagos de água doce, lagos intermitentes de água doce, marismas de água doce, marismas intermitentes de água doce, nascentes de água doce, terras aráveis, pastagens, jardins rurais, áreas urbanas, florestas secundárias altamente degradadas, áreas de armazenamento de água, lagoas, escavações a céu aberto, canais e valas.